# Anna Byström
Anna Byström, född 1854, död 1926, var en svensk skådespelare. Hon var dotter till tonsättaren Oscar Byström, syster till skådespelaren Oscar Byström  och 1883–1903 gift med skådespelare och teaterdirektören Oscar Sternvall

## Biografi
Byström hade ursprungligen för avsikt att bli sångerska och utbildade sig hos fadern och Isidor Dannström samt slutligen under en längre vistelse i Sankt Petersburg för Henriette Nissen-Saloman. Här blev dock hennes stämband så skadade av överansträngning att hon fick överge planerna på en sångkarriär och övergå till teatern. Byström undervisades av Signe Hebbe och Bertha Tammelin och debuterade på Dramatiska Teatern 1877 som Valborg i Augusta Braunerhjelms Vem.  Hon tillhörde sedan Dramatiska teatern 1878–1881 och 1891–1900 och Stora Teatern, Göteborg 1881–1890 med undantag för säsongen 1885–1886 då hon spelade på Mindre teatern, Göteborg, som då leddes av hennes make och E. Skotte. Till Svenska teatern, Stockholm var hon knuten 1890–1891 och 1900–1902 och slutligen spelade hon 1902–1904 i Helsingfors och 1909–1910 hos Knut Lindroth.
Byström utförde flera betydande roller inom de mest skilda områden. Hin fick uppmärksamhet som prinsessan Isabella i Drottning Margaretas sagor (1879) och senare som Elmire i Tartuffe, Susanna i Figaros bröllop, madame de Thauzette i Denise och Sigrid i Bröllopet på Ulfåsa. Under senare år spelade Byström främst medelålders världsdamer. En av hennes mera betydande roller inom facket var den som grevinna Skytt i Gurli. Inom operetten, där hennes röst fortfarande kunde positionera sig, fick hon framgångar som Fiorella i Frihetsbröderna, grevinnan Corniska i Niniche,  Georgette i Villars dragoner och prins Orlofsky i Läderlappen.

## Teater

### Roller (ej komplett)
| År   | Roll             | Produktion                                                  | Regi                | Teater                     |
| ---- | ---------------- | ----------------------------------------------------------- | ------------------- | -------------------------- |
| 1885 | Gina             | Vildanden Henrik Ibsen                                      | Konstantin Axelsson | Stora Teatern              |
| 1889 | Emilia Hjelm     | Ett köpmanshus i skärgården Frans Hedberg                   | Albert Ranft        | Stora Teatern, Göteborg    |
| 1891 | Sigrid den fagra | Bröllopet på Ulfåsa Frans Hedberg                           | Harald Molander     | Svenska teatern, Stockholm |
| 1892 | Elise            | Kära släkten (Den kjære Familie) Gustav Esmann              |                     | Dramatiska Teatern         |
| 1898 | Amalia           | Gurli Petrus Holmiensis                                     |                     | Dramatiska Teatern         |
| 1906 | Modistern        | Med storm Maurice Donnay                                    |                     | Dramatiska Teatern         |
| 1907 | Lady Brancaster  | Mister Ernst (The Importance of Being Ernest) Oscar Wilde   |                     | Vasateatern                |
| 1907 | Lovisa           | Det skadar inte Frans Hedberg                               |                     | Vasateatern                |
| 1907 |                  | Cathérine Henri Lavedan                                     |                     | Vasateatern                |
| 1908 |                  | Det nya huset Thore Blanche                                 |                     | Vasateatern                |
| 1908 | Madame Dupré     | Fröken Josette - min hustru Paul Gavault och Robert Charvay |                     | Vasateatern                |
| 1908 | Mrs Waldegrawe   | Bland bålde riddersmän Harriett Jay                         | Knut Nyblom         | Vasateatern                |